# 카라차예보체르케시야 공화국
카라차예보체르케시야(러시아어: Карачаево-Черкесия Karachayevo-Cherkesiya[*]), 공식적으로 카라차예보체르케시야 공화국은 북캅카스에 위치한 러시아의 공화국이다. 그것은 행정적으로 북캅카스 연방관구의 일부이다. 2021년 인구 조사 기준 카라차예보체르케시야의 인구는 469,865명이다. 체르케스크는 공화국의 가장 큰 도시와 수도이다.
카라차예보체르케시야는 러시아의 민족 공화국 중 하나로, 주로 토착 백인-튀르크계 카라차이인과 체르케스인 또는 체르케시야인을 대표한다. 카라차이인은 전체 인구의 약 44%로 가장 큰 민족 그룹을 형성하고, 그 다음으로 민족 러시아인 (27%)과 체르케스인(13%)이 뒤를 잇는다. 체르케스인은 대부분 베슬레니와 카바르다인 부족에 속한다. 공화국에는 5개의 공식 언어가 있다: 러시아어, 아바자어, 체르케스어 (카바르다어), 카라차이발카르어 및 노가이어.
공화국의 대부분 영토는 캅카스산맥 내에 있으며, 돈 스텝의 북쪽 끝에 있는 작은 띠 모양 지역이 있다. 카라차예보체르케시야는 서쪽으로 크라스노다르 변경주, 북동쪽으로 스타브로폴 변경주, 남동쪽으로 카바르디노발카리야 공화국과 접하고 있으며, 남서쪽으로 조지아와 국경을 맞댄다. 유럽에서 가장 높은 산인 엘브루스산은 카바르디노발카리야와의 국경에 위치해 있다.

## 지리

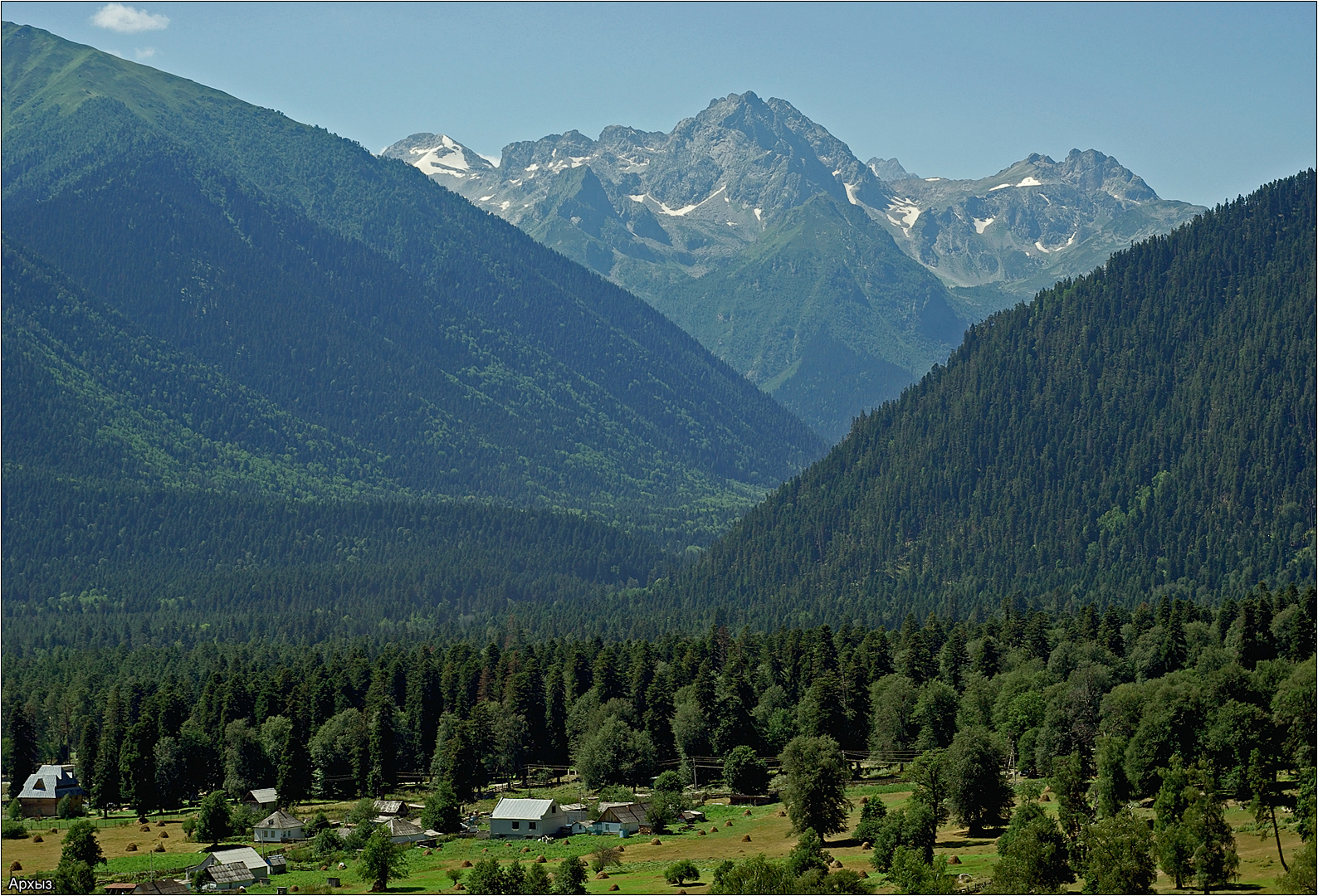

카라차예보체르케스카야 공화국 면적의 80%는 산지로 구성되어 있다.
- 면적: 14,100 km2
- 접한 지역:
  - 접한 곳: 크라스노다르 변경주(N/NE/E), 카바르디노발카리야 공화국(E/SE), 스타브로폴 변경주(W/NW)
  - 접한 국가: 조지아(S/SW, 압스니)
- 최고점: 엘브루스산(5,642 m)

### 시간대
모스크바 시간(MSK/MSD)에 접해 있다. UTC와의 시차는 +0300 (MSK)/+0400 (MSD)이다.

### 강
172개 이상의 강이 존재한다.
- 악사우트강
- 볼샤야라바강
- 볼쇼이젤렌추크강
- 다우트강
- 쿠반강
- 쿠나강
- 캬파르강
- 라바강
- 말리젤렌추크강
- 마루하강
- 포드쿠모크강
- 테베르다강
- 우루프강

### 호수
약 130개의 호수가 있다.

### 산
엘브루스산이 위치하고 있다.

### 기후
- 1월 기후: -3.2 °C
- 7월 기후: +20.6 °C
- 강수량: 550 mm(평원), 2,500 mm(산악지대)

## 주민
카라차이인이 41.0%로 다수를 차지하며, 러시아인(31.6%), 체르케스인(11.9%), 아비자인(7.8%), 노가이인(3.3%), 우크라이나인(0.4 %),
기타 4%(거의 대부분이 타타르인) 등 80개 이상의 민족들이 거주한다.
최근 조사에서는 러시아인 비율의 줄어들었는데, 1990년대 이후의 북코카서스 지방의 불안정화, 경제 상태의 악화 등이 원인이라고 생각할 수 있다.
또, 노가이인의 인구를 웃도는 약 2만명의 체첸인 난민이 유입했다.
- 인구: 47만 59명(2010년)

| 민족           | 2010년의 인구 수 (*보관됨 2012-01-26 - 웨이백 머신) |
| -------------- | --------------------------------------------------- |
| 카라차이인     | 194,3(38,5 %)                                       |
| 러시아인       | 147,9(33,6 %)                                       |
| 체르케스인     | 56,4(11,3 %)                                        |
| 아비자인       | 36,9(7,4 %)                                         |
| 노가이인       | 15,6(3,4 %)                                         |
| 오세트인       | 3,3                                                 |
| 아르메니아인   | 3,2                                                 |
| 타타르인       | 2,0                                                 |
| 우크라이나인   | 1,9                                                 |
| 체첸인         | 1,8                                                 |
| 그리스인       | 1,3                                                 |
| 아제르바이잔인 | 1,0                                                 |

| 연도                | 인구    | ±%      |
| ------------------- | ------- | ------- |
| 1926                | 101,609 | —       |
| 1939                | 246,000 | +142.1% |
| 1959                | 277,959 | +13.0%  |
| 1970                | 344,651 | +24.0%  |
| 1979                | 368,343 | +6.9%   |
| 1989                | 417,560 | +13.4%  |
| 2002                | 439,470 | +5.2%   |
| 2010                | 477,859 | +8.7%   |
| 2021                | 469,865 | −1.7%   |
| Source: Census data |         |         |

## 역사
1918년 4월 1일에 이곳에 잠시지만 쿠반 소비에트 사회주의 공화국에 속하게 되었고, 1918년 5월 28일에 쿠바노체르노모르스카야 소비에트 사회주의 공화국에, 1918년 7월 5일에서 1918년 12월까지 북카프카스 소비에트 사회주의 공화국에, 1921년 1월 20일에 산악 소비에트 사회주의 자치공화국의 일부에 속하게 되었다.
1922년 1월 12일, 카라차예보체르케스카야 자치주(Карачаево-Черкесская Автономная Область)가 설치되었다.

## 종교
카라차이인과 체르케스인 모두 수니이슬람을 주로 믿고 있다.